# Diritto sindacale
Il diritto sindacale è quella branca del diritto del lavoro che studia la figura del lavoratore da un punto di vista collettivo: oggetto dello studio della disciplina sono tre argomenti principali: le organizzazioni sindacali, lo sciopero e il contratto collettivo di lavoro.

## Storia
Nella storia dell'umanità,  organizzazioni sindacali pre-corporative sono sempre esistite, originariamente in prospettiva di autosostentamento e successivamente con lo sviluppo del commercio e delle arti, abbracciando la forma consensuale e avvicinandosi all'attuale sistema odierno; fino a non moltissimo tempo fa non c'era comunque un'adeguata normativa che disciplinasse la materia.
Le basi dell'attuale diritto sindacale vengono gettate durante la rivoluzione industriale, nel momento in cui nasce il nuovo tipo di rapporto lavorativo che tutt'oggi è presente, anche se in forma meno esasperata: una massa di persone (i lavoratori) mette a disposizione di altri (imprenditori o capitalisti) le proprie prestazioni ed energie lavorative.
Si avvertiva dunque la necessità di norme che facessero da "mediatore" tra chi deteneva i mezzi di produzione e chi non ne aveva la possibilità e si manteneva lavorando per il primo. Tuttavia, sebbene il fenomeno fosse evidente a tutti, mancava totalmente una disciplina al riguardo: ne derivarono il più delle volte abusi da parte dei potenti e sfruttamenti massicci delle masse proletarie, che non godevano di alcuna tutela, nemmeno contro infortuni e morti bianche.
L'unica soluzione che avevano i lavoratori era ciò che dettava la logica: coalizzarsi fra loro per evitare lo sfruttamento, recuperando quella forza che individualmente non avevano. In questa maniera nascono le prime organizzazioni sindacali rudimentali.
Queste organizzazioni non avevano propria disciplina interna ed erano viste da politici e capitalisti con notevole sfavore, soprattutto per gli strumenti di protesta che cominciavano ad adottare: gli scioperi erano i più diffusi e contrastati.
Le prime forme rudimentali di sciopero non erano organizzate e decise come le attuali. Erano considerate inoltre come un inadempimento contrattuale all'obbligazione assunta dal lavoratore, che era chiaramente quella di lavorare. Ciò nonostante risultavano comunque efficaci, perché il datore di lavoro non poteva fare alcun tipo di ritorsione: il risarcimento era impossibile in quanto gli scioperanti erano solitamente nullatenenti, mentre il non intervenire avrebbe soltanto prolungato lo sciopero recando danno alla propria attività. Inoltre lo sciopero era considerato delitto e quindi perseguito penalmente. Quando le organizzazioni sindacali si diffusero, allora lo sciopero venne in linea di principio tollerato, ma non depenalizzato.
L'unico modo per risolvere la controversia era giungere alla stipulazione di un contratto collettivo di lavoro, cioè un accordo sottoscritto dal sindacato e dall'imprenditore e che fissasse il trattamento da applicare ai singoli rapporti di lavoro. Tuttavia agli albori della società industriale la tutela collettiva del lavoratore non era un diritto consolidato come appare oggi, in quanto ad esempio lo scioperante doveva comunque competere con la concorrenza di chi non aveva scioperato o di chi era stato assunto successivamente dal datore a condizioni contrattuali che potevano essere decise dalle due parti indipendentemente.
Le organizzazioni sindacali intanto cominciavano ad avere una propria struttura interna, al vertice della quale vi era un organo definito in diversi modi, come ad esempio il collegio di probi viri.

### In Italia

#### Il periodo corporativo (1926-1944)
Il periodo corporativo dell'evoluzione del diritto sindacale coincide col ventennio fascista: è durante il regime che appare una disciplina relativa. Tuttavia il fenomeno sindacale venne sottratto alla sfera della libera autonomia delle parti e inserito nell'organizzazione dello stato, entrando coerentemente nel fine ultimo del regime fascista in ambito sociale: l'interesse pubblico dell'economia.
Nel seppure coerente sistema fascista nasce immediatamente un conflitto inevitabile fra capitale e lavoro. Alla base di questo sistema c'è la nozione di "categoria professionale" (o di corporazione), la quale viene, secondo l'ideologia fascista, prima dell'organizzazione sindacale.
Ogni categoria professionale aveva un proprio sindacato, il quale era un soggetto di diritto pubblico, cioè un organo dello Stato, che contrattava con il corrispondente sindacato fascista degli imprenditori.
La libertà sindacale, cioè la libertà dei lavoratori di organizzarsi in forma collettiva nel modo ritenuto più opportuno, fu negata e i lavoratori furono rappresentati per legge dai sindacati istituiti dal regime.
Fu istituita, inoltre, una Magistratura del lavoro, che aveva competenze giuridiche e, soprattutto, economiche: decideva lei stessa spesso le controversie invece dei lavoratori organizzati.
Il corporativismo fascista negava l'esistenza del conflitto di classe, proprio perché, secondo l'ideologia sulla quale si fondava, lavoratori e imprese dovevano tendere verso il fine comune del superiore interesse dell'economia nazionale. Sulla base di questa premessa, il codice penale del 1930 (quello tuttora vigente) vietò tutte le diverse forme di conflitto e punì come delitti lo sciopero dei lavoratori e la serrata delle imprese in tutte le loro manifestazioni.

#### Gli anni post-bellici e il sindacalismo costituzionale
L'assetto corporativo viene cancellato formalmente nel 1944, un anno dopo la fine del fascismo, ed esplicitamente abolito con l'entrata in vigore della Costituzione della Repubblica italiana nel 1948. Fondamentali al riguardo sono gli artt. gli 39 e 40.

Mentre il secondo riconosce il diritto di sciopero, il primo getta le basi essenziali e fondamentali dell'attuale diritto sindacale e quindi di tutto il diritto del lavoro, perché introduce il principio fondamentale di libertà sindacale: "l'organizzazione sindacale è libera", recita il primo comma dell'art. 39 e da questa norma deriva anche il pluralismo sindacale. La libertà sindacale e la possibilità di costituire più sindacati sono a fondamento di ogni sistema democratico.
Un enorme passo in avanti venne compiuto nel 1970, con l'emanazione del cosiddetto Statuto dei lavoratori, che costituì una delle norme fondamentali anche e soprattutto per il diritto del lavoro.

## Normativa Italiana

### Principi costituzionali
Anzitutto dobbiamo ricordare alcuni principi ribaditi dalla Costituzione della Repubblica Italiana, in particolar modo l'art. 39:
Ai sindacati non può essere imposto altro obbligo se non la loro registrazione presso uffici locali o centrali, secondo le norme di legge.
È condizione per la registrazione che gli statuti dei sindacati sanciscano un ordinamento interno a base democratica.
I sindacati registrati hanno personalità giuridica. Possono, rappresentati unitariamente in proporzione dei loro iscritti, stipulare contratti collettivi di lavoro con efficacia obbligatoria per tutti gli appartenenti alle categorie alle quali il contratto si riferisce.»
e l'art. 40:
I sindacati nell'ordinamento italiano sono associazioni di privati che possono ottenere dallo Stato il riconoscimento legale e la conseguente personalità giuridica.

Diversamente dalle associazioni che sono prive di personalità giuridica, l'ordinamento interno e l'amministrazione non sono regolate esclusivamente (secondo art. 36 c.c., e sua capacità  processuale di cui art. 75 c.p.c.) dagli accordi degli associati, e dette associazioni possono stare in giudizio nella persona di coloro ai quali, secondo questi accordi, è conferita la presidenza o la direzione.

La legge può, quindi, regolare ordinamento interno e amministrazione dei sindacati. Fra i requisiti, è obbligatorio quello di un ordinamento interno democratico.